# Cmentarz wojenny w Gołkowie
Cmentarz wojenny w Gołkowie – cmentarz żołnierzy niemieckich i rosyjskich poległych w czasie I wojny światowej zlokalizowany w Gołkowie (powiat piaseczyński, województwo mazowieckie).

## Historia i architektura
Cmentarz pochodzi z okresu I wojny światowej, a dokładnie z jej fazy, w której wojska rosyjskie wycofywały się pod naciskiem Niemców z okolic Warszawy w 1915. Niewielka nekropolia (6 x 12 metrów) jest położona na rozwidleniu ulic Gołkowskiej oraz Zielonej i jest otoczona murem z cegły obłożonej płytami wykonanymi z białego piaskowca. Powstała najprawdopodobniej dopiero w latach 1917-1918. W centrum zlokalizowana jest mogiła z kamienną stelą, na której umieszczona jest powojenna płyta TU SPOCZYWAJĄ / ŻOŁNIERZE / WOJNY 1914-1918. Oprócz tego w obrębie cmentarza stoi sześć drewnianych krzyży z daszkami. Szczątki spoczywających tu żołnierzy, według lokalnego przekazu ustnego, zbierano na okolicznych polach, łąkach i nad rzeką Jeziorką.